# GeoGebra

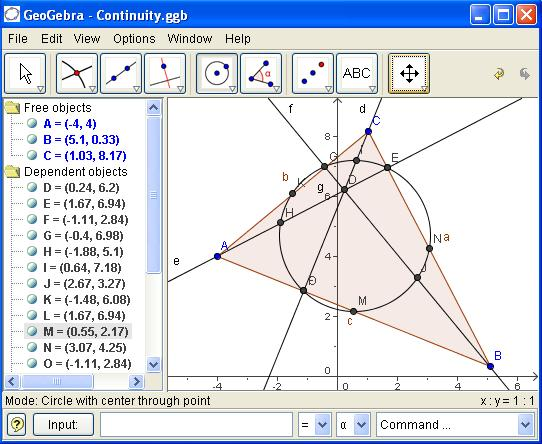
Конструкція «коло дев'яти точок». Програма реагуватиме на зміну розташування вершин динамічно перебудовуючи цілу конструкцію.

GeoGebra — вільно-поширюване (GPL) динамічне геометричне середовище, яке дає можливість створювати «живі креслення» для використання в геометрії, алгебрі, планіметрії, зокрема, для побудов за допомогою циркуля і лінійки.
Крім того, програма володіє багатими можливостями для роботи з функціями (побудова графіків, обчислення коренів, екстремумів, інтегралів тощо) за рахунок команд вбудованої мови (яка, до речі, дає змогу керувати і геометричними побудовами).
Програма написана Маркусом Хохенвартером мовою Java (відповідно працює повільно, але у великій кількості операційних систем). Перекладена на 39 мов.
Нині активно розробляється.

## Можливості

### Побудова кривих
- Побудова графіків функцій {\displaystyle y=f(x)};
- Побудова кривих, заданих параметрично в Декартовій системі координат: {\displaystyle x=f(t);y=g(t)};
- Побудова конічних перетинів:
  - Коніка довільного виду — за п'ятьма точками.
  - Коло:
    -  — за центром і точкою на колі;
    -  — за центром і радіусом ;
    -  — за трьома точками;

  - Еліпс — за двома фокусами і точкою на кривій;
  - Парабола — за фокусом і директрисою;
  - Гіпербола — за двома фокусами і точкою на кривій.
- Побудова геометричного місця точок, що залежать від положення деякої іншої точки, яка належить будь-якій кривій або багатокутнику (інструмент Локус).

### Обчислення
- Дії над матрицями:
  - Додавання, множення;
  - Транспонування, інвертування;
  - Обчислення визначника;
- Обчислення з комплексними числами;
- Знаходження точок перетину кривих;
- Статистичні функції:
  - Обчислення математичного сподівання, дисперсії;
  - Обчислення коефіцієнта кореляції;
- Апроксимація множини точок кривої заданого виду:
  - поліном,
  - експонента,
  - логарифм,
  - синусоїда.